# Лищук, Владимир Давидович
Владимир Давидович Лищук (15 октября 1931, село Черче, теперь Чемеровецкого района Хмельницкой области — 11 ноября 1980село Летава Чемеровецкого района Хмельницкой области) — украинский советский деятель, новатор сельскохозяйственного производства, председатель колхоза имени Ленина села Летава Чемеровецкого района Хмельницкой области. Герой Социалистического Труда (24.12.1976). Депутат Верховного Совета УССР 10-го созыва (1980 год).

## Биография
Родился в крестьянской семье. Окончил семилетнюю школу в селе Черче Чемеровецкого района Каменец-Подольской области. Трудовую деятельность начал в 1950 году колхозником. Служил в Советской армии.
Окончил сельскохозяйственный техникум. После окончания техникума работал бригадиром полеводческой бригады, агрономом, заместителем председателя колхоза имени Постышева Чемеровецкого района Хмельницкой области.
Член КПСС с 1959 года.
В 1965-1970 годах — председатель колхоза «Рассвет» Чемеровецкого района Хмельницкой области.
В 1970 — 11 ноября 1980 года — председатель ордена Ленина колхоза имени Ленина села Летавы Чемеровецкого района Хмельницкой области.

## Награды и звания
- Герой Социалистического Труда (24.12.1976)
- два ордена Ленина (, 24.12.1976)
- орден Октябрьской Революции
- медали